# 活力論
生機論（英語：Vitalism），又譯為生命主義、生氣論、活力論、生機說、生命力，是人類歷史上存在長久的科學哲學學說，現代版本是19世紀初由瑞典化學家貝采利烏斯提出。
一般认为“生命力”学说在1843至1845年間由德國化學家阿道夫·威廉·赫爾曼·科爾貝用二硫化碳通過幾步合成了乙酸后被推翻。

## 基本定義
生機論者的基本立場是：
1. 有生命的活組織，它依循的是攸關生機的原理（vital principle），而不是生物化學反應或物理定理。
2. 生命的運作，不只是依循物理及化學定律。生命有自我決定的能力。

活力論認為生命擁有一種自我的力量(elan vital)，或是稱為生命力（life-force）、生機脈衝（vital impulse）、生命活力（vital spark）、生命能量（energy）、甚至有些人稱此為靈魂、氣。這種力量是非物質的，因此生命無法完全以物理或化學方式來解釋它。

## 歷史
因為當時化學家沒有能力合成有機物，瑞典化學家永斯·贝采利乌斯認為，只有生物才可以從無機物合成有機物，這證明了生命具備獨特性，不能以物理及化學方式來加以解釋。這個主張形成了生機論的現代版本。

## 现代
1773年，伊萊爾·羅埃爾（Hilaire Rouelle）发现尿素。1828年，弗里德里希·維勒首次使用无机物质氰酸钾与硫酸铵人工合成了尿素。本来他打算合成氰酸铵，却得到了尿素。尿素是第一种以人工合成无机物质而得到的有机化合物。1843至1845年間由阿道夫·威廉·赫爾曼·科爾貝用二硫化碳通過幾步合成了乙酸。活力论从此被推翻。